# Augusta, Maine
Augusta este un oraș din Statele Unite ale Americii, situat de-a lungul râului Kennebec, care este sediul comitatului Kennebec și capitala statului Maine. Populația orașului era 24,260 la recensământul din 2000.

## Istorie
Zona a fost prima dată explorată de membri coloniei Phopam în septembrie 1607. A fost pentru prima dată locuită de coloniști de la colonia Plymouth în 1629 ca un post comercial pe Râul Kennebec. Colonia era cunoscută sub numele indian - Cushnoc (sau Coussinoc sau Koussinoc), însemnând "capul maree". Comercializarea de blană era foarte profitabilă, dar cu raidurile indiene și venitul în scădere, Colonia Plymouth a vândut Kennebec Patent în 1661. Cushnoc a rămas gol, pentru următorii 75 de ani.
Un focar al ostilității Abenaki față de așezările britanice a fost situată până la Kennebec la Norridgewock. În 1722, tribul și aliații au atacat Fortăreața Richmond (acum Richmond) și au distrus Brunswick. În răspuns, Norridgewock a fost atacat în 1724 in timpul războiului lui Dummer, când forțele engleze au controlat Kennebec. În 1754, Fortăreața Western (acum cea mai veche fortăreață din lemn din America), a fost construită la est de Cushnoc. A fost concepută pentru a aproviziona Fortăreața Halifax, la fel și pentru a apăra regiunea. În 1775, Benedict Arnold și cele 1100 trupe ale sale ar utiliza Fortăreața Western ca o zonă de oprire înaintea continuării călătorii sale spre Kennebec la Bătălia Quebec-ului.
Cushnoc a fost încorporat ca parte a Hallowell în 1771. Știut ca "the Fort" (însemnând fortăreața), acesta a fost încorporat de "Massachusetts General Court" în Februarie 1797 ca Harrington. În August, numele orașului a fost schimbat în Augusta apoi Augusta Dearborn după numele fiicei lui Henry Dearborn. În 1799, orașul a devenit capitala noului comitat Kennebec. Maine a devenit un stat în 1820 și Augusta a fost desemnată capitala statului în 1827. Legislatura Statului Maine a continuat ședința în Portland, dar, până la completarea Casa Statului Maine proiectată de Charles Bulfinch în 1832.

## Educație
Sunt 6 școli publice, una privată, un colegiu (University of Maine at Augusta), și două librării publice în Augusta.